# Tetragnatha fuerteventurensis
Tetragnatha fuerteventurensis är en spindelart som beskrevs av Jörg Wunderlich 1992. Tetragnatha fuerteventurensis ingår i släktet sträckkäkspindlar, och familjen käkspindlar.
Artens utbredningsområde är Kanarieöarna. Inga underarter finns listade i Catalogue of Life.